# کلرنس (ایلینوی)
کلرنس (به انگلیسی: Clarence) یک منطقهٔ مسکونی در ایالات متحده آمریکا است که در ایلینوی واقع شده‌است.